# HSCS izzófejes traktor

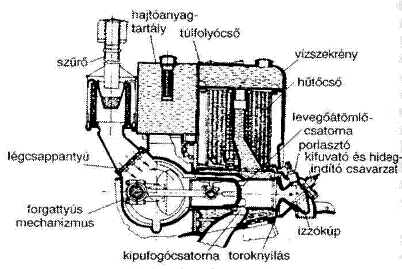
Az izzófejes traktor vázlata

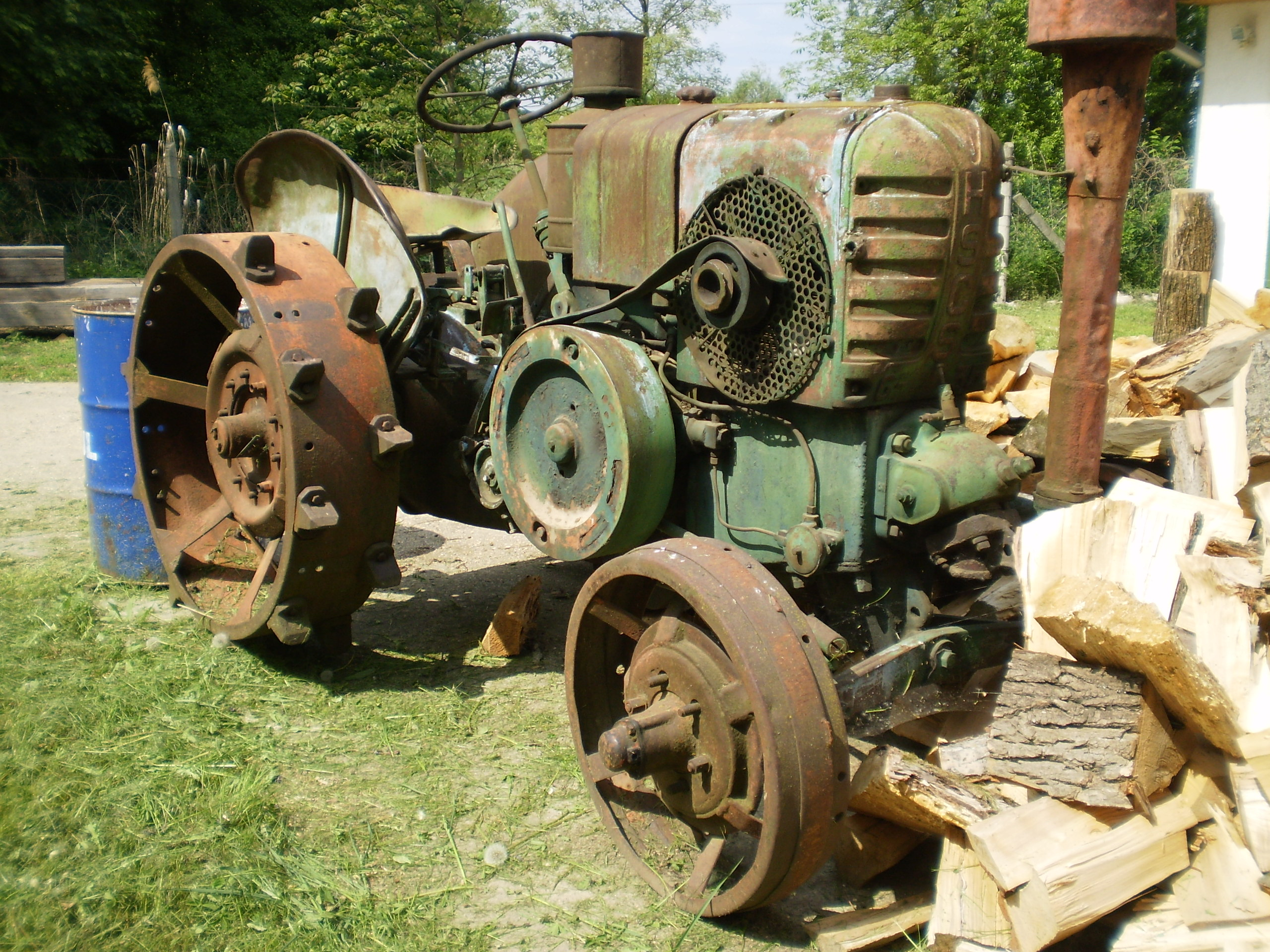
HSCS G35 traktor

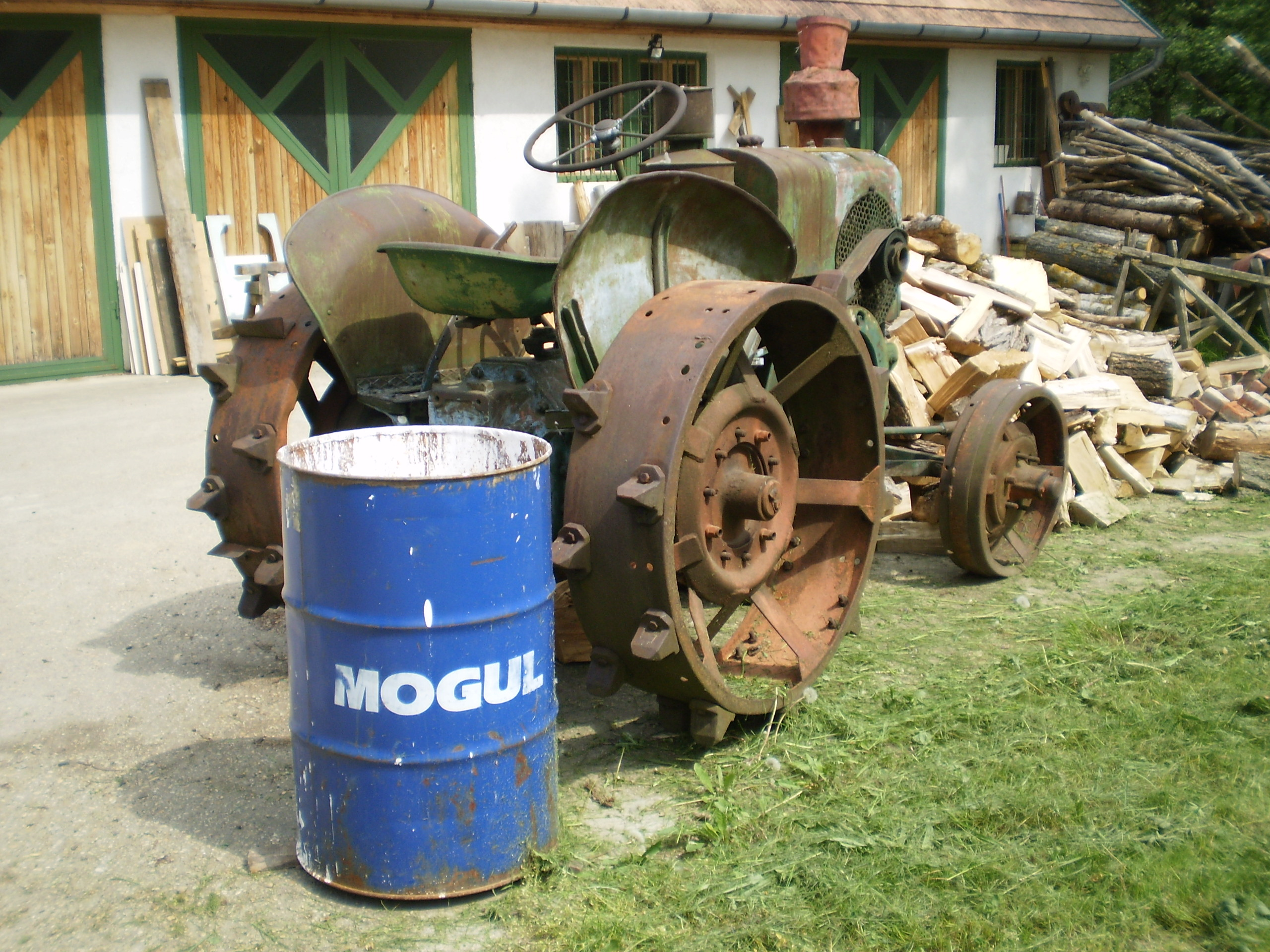
A traktor hátulról

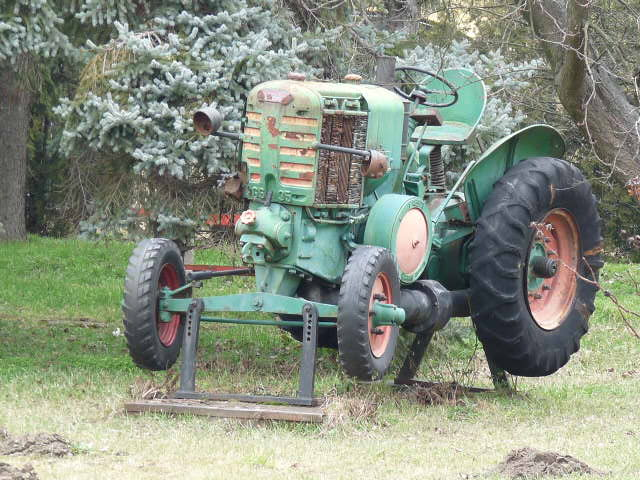
HSCS GS-35 traktor

A HSCS izzófejes traktor a magyar mezőgazdaságban az 1920-as és 1950-es évek között általánosan használt vontató- és erőgép volt.

## Az izzófejes traktor
Az 1920-as évekre a gőzhajtású mezőgazdasági gépek kora lejárt. A gőzgépek rendkívül rossz hatásfoka arra ösztönözte a gyártókat, hogy a gőzgéphez hasonló igénytelenségű és olcsó, de lényegesen gazdaságosabb üzemű megoldásokat keressenek. A HSCS a megoldást az egyhengeres, izzófejes motorral hajtott traktorban találta meg. Ezt a motort nyersolajjal lehetett működtetni, egyszerűen gyártható, kevés alkatrészből állt, kevés karbantartást igényelt és alkalmas volt a legfontosabb mezőgazdasági feladatok ellátására: a talajművelésre és stabil erőgépként cséplőgép hajtására. Az izzófejes traktort mezőgazdasági, sőt tüzérségi vontatóként is használták.
A sikeres kétütemű izzófejes traktorok között az R-20-22, R-35, majd továbbfejlesztett változata, a G-35 traktor mindenütt megtalálható volt a magyar gazdaságokban. Ez utóbbiból fejlesztett korszerűbb típus, a GS-35 már az államosított gyárban készült.
Nevét onnan kapta, hogy a traktor elején a hengerfej öntvényének alsó része izzófejnek volt kiképezve, ezt kell hevíteni indítás előtt egy benzinlámpával. Az izzítás a külső hőmérséklet függvényében több percig is eltartott. Ha a motor már járt, akkor az abban lezajló égés tartotta izzásban az izzófejet, amely meggyújtotta a ráfecskendezett üzemanyagot.
Az 1943-tól gyártott G-35 traktor acélkerekekkel ellátott szerkezet, a kormányzott első kerekek sima, a hátsó kerekek cserélhető acélkörmökkel voltak szerelve a jobb kapaszkodás céljából, ezért a köznyelv a traktort körmös Hoffernek becézte. Az acélkerekes traktort a közúti közlekedéshez gumiabroncsokkal szerelték fel, hogy a körmök ne rongálják az úttestet. Volt közúti vontató változata is, melyet gumiabroncsokkal szereltek és a közúti közlekedéshez szükséges lámpákkal is ellátták. A traktor jobb oldalán szíjtárcsa helyezkedett el, mely egyben a lendkerék feladatát is ellátta. A szíjtárcsából kihúzható fa fogantyúval lehetett a motort kézzel beindítani. Mivel a motornak hatalmas dugattyúja volt, a kézi indítás csak úgy volt lehetséges, hogy a motort be kellett lengetni, vagyis előre-hátra lendítéssel kellett fokozni a főtengely lendületét, majd ezután kellett átbillenteni a sűrítési holtponton. Ezután robbant be a beporlasztott üzemanyag, miután a traktor felszerelését képező benzinlámpával a motor izzófejét vörös izzásig felhevítették. A szíjtárcsáról lapos szíjjal lehetett más gépeket (például cséplőgépet) meghajtani. A szabadon forgó hatalmas lendkerék és a szíjhajtás balesetveszélyes volt, továbbá a traktornak nem volt semmilyen rugózása, csak a vezetőülés volt rugós felfüggesztésű. A lassú járású egyhengeres motor hangos volt és iszonyatos rezonanciával rázta a gépet és a vezetőjét.
A GS-35 traktor a G-35 továbbfejlesztett változata. Kerekein gumiabroncsok vannak és külön hajtótengelyt alakítottak ki a traktor után kötött mezőgazdasági gépek hajtására. Mindkét traktor vázát a sebességváltó erős öntvénye képezi. Ehhez csatlakozik az egyhengeres motor hengeröntvénye, mely a traktor alatt menetirányban helyezkedik el. A G-35 és GS-35 típus készült féllánctalpas kivitelben a nehéz és változó terepviszonyokon történő munkák végzéséhez.
A vízhűtő a motor felett helyezkedik el a hűtőventilátorral együtt, az áramlási irány a menetirányra merőleges.
Az 1950-es évekre a traktor elavult, gyorsjárású dízelmotoros traktorok váltották fel, melyek jobb hatásfokkal, nagyobb teljesítménnyel és ergonómiailag sokkal jobb kialakítással rendelkeztek.

## Adatai
| Megnevezés                  | Megnevezés                                                         |                                  |
| --------------------------- | ------------------------------------------------------------------ | -------------------------------- |
| A motor adatai              | Teljesítmény (szíjtárcsán, állandó)                                | 30 LE                            |
| A motor adatai              | Teljesítmény (szíjtárcsán, átmenetileg)                            | 35 LE                            |
| A motor adatai              | Teljesítmény vonóhorgon                                            | 18-21 LE                         |
| A motor adatai              | Furat                                                              | 190 mm                           |
| A motor adatai              | Löket                                                              | 240 mm                           |
| A motor adatai              | Fordulatszám                                                       | 760 1/perc                       |
| A motor adatai              | Szíjtárcsa átmérője                                                | 475 mm                           |
| A motor adatai              | Szíjtárcsa szélessége                                              | 160 mm                           |
| A motor adatai              | Szíjsebesség állandó üzemre                                        | 19 m/s                           |
| Tartályok befogadóképessége | Nyersolaj                                                          | 62 kg                            |
| Tartályok befogadóképessége | Kenőolaj                                                           | 6,3 kg                           |
| Tartályok befogadóképessége | Hűtővíz                                                            | 40 kg                            |
| Sebességek                  | Előre I.                                                           | 3,2 km/h                         |
| Sebességek                  | Előre II.                                                          | 4,3 km/h                         |
| Sebességek                  | Előre III.                                                         | 5,4 km/h                         |
| Sebességek                  | Előre IV.                                                          | 7,5 km/h                         |
| Sebességek                  | Hátra I.                                                           | 3,5 km/h                         |
| Sebességek                  | Hátra II.                                                          | 3,2 km/h                         |
| Külső méretek               | Hosszúság                                                          | 3,05 m                           |
| Külső méretek               | Szélesség                                                          | 1,75 m                           |
| Külső méretek               | Magasság (kipufogóval és légszívócsővel)                           | 2,15 m                           |
| Külső méretek               | Magasság (a fentiek nélkül)                                        | 1,60 m                           |
| Külső méretek               | Nyomtáv                                                            | 1270 mm                          |
| Külső méretek               | Tengelytáv                                                         | 1900 mm                          |
| Külső méretek               | Első kerék átmérője                                                | 700 mm                           |
| Külső méretek               | Első kerék szélessége                                              | 170 mm                           |
| Külső méretek               | Hátsó kerék átmérője                                               | 1100 mm                          |
| Külső méretek               | Hátsó kerék szélessége                                             | 300 mm                           |
| Külső méretek               | A talajtól számított legkisebb magasság                            | 240 mm                           |
| Külső méretek               | Fordulási sugár                                                    | 3,5 m                            |
| Tömeg                       | A traktor tömege kapaszkodók, szerszámok, üzemanyag és víz nélkül: | 2500 kg                          |
| Tömeg                       | 1 készlet (40 db) 145 mm magas tüskéskapaszkodó csavar             | 130 kg                           |
| Tömeg                       | 1 készlet (40 db) 170 mm magas tüskéskapaszkodó csavar             | 160 kg                           |
| Tömeg                       | 1 készlet (24 db) 100 mm magas tüskéskapaszkodó csavar             | 130 kg                           |
| Tartozékok                  | 1 készlet kapaszkodó, szerszámok                                   | 1 készlet kapaszkodó, szerszámok |
| Tartozékok                  | 1 db előmelegítő lámpa                                             |                                  |
| Fogyasztás                  | Nyersolajfogyasztás szántásnál                                     | 7-8,5 kg/h                       |
| Fogyasztás                  | Kenőlajfogyasztás szántásnál                                       | 0,25-0,30 kg/h                   |

## Külső hivatkozások
- Hoffer GS-35 traktor indítása (video)
- Magyar mezőgéparchívum Archiválva 2014. szeptember 29-i dátummal a Wayback Machine-ben
- Harta portál[halott link]
- Budapest ostroma 1944-45 (Hofherr-Schrantz gépgyár)